# Сесилија Бо
Елиза Сесилија Бо (Филаделфија, 1. мај 1855 — Глостер, 17. септембар 1942) била је америчка уметница и прва жена која је предавала уметност на Академији лепих уметности у Пенсилванији. Бо је насликала многе познате личности, укључујући прву даму Едит Рузвелт, адмирала сер Дејвида Битија и Жоржа Клеменсоа.
Бо се школовала у Филаделфији и наставила да студира у Паризу где је на њу утицали академски уметници Тони Роберт-Флери и Вилијам Адолф Бугро, као и радови Едуара Манеа и Едгара Дега. Њен стил је упоређиван са стилом Џона Сингера Сарџента; на једној изложби, Бернард Беренсон се нашалио да су њене слике најбољи "Сарџенти" у соби. Као и њен предавач Вилијам Сартин, веровала је да постоји веза између физичких карактеристика и особина понашања.
Бо је награђена златном медаљом за животно дело од стране Националног института за уметност и књижевност, а описана је од стране Еленор Рузвелт као "Америчка жена која је дала највећи допринос култури света".

## Младост и образовање
Елиза Сесилија Бо је рођена 1. маја 1855. у Филаделфији као млађа ћерка француског произвођача свиле Жана Адолфа Боа и учитељице Сесилије Кент Ливит. Њена мајка је била ћерка истакнутог бизнисмена Џона Вилера Ливита из Њујорка и његове супруге Сесилије Кент из Сафилда, Конектикат. Сесилија Кент Ливит умрла је од породиљске грознице 12 дана након порођаја у 33. години.
Сесилију и њену сестру Ету су касније одгајале бака и тетке по мајци, првенствено у Филаделфији. Њен отац, неспособан да поднесе тугу због губитка, и осећајући се изгубљен у страној земљи, вратио се у родну Француску на 16 година, са само једном посетом Филаделфији. Вратио се када је Сесилија имала две године, али је отишао четири године касније након што му је посао пропао. Како је касније признала: "Нисмо много волели тату, био је тако стран. Мислили смо да је необичан." Њен отац је имао природну склоност за цртање и сестре су биле очаране његовим хировитим скицама животиња. Касније, Бо ће открити да ће јој њено француско наслеђе добро послужити током њене посете и обуке у Француској.
У Филаделфији, Сесилијина тетка Емили се удала за рударског инжењера Вилијама Фостера Бидла, кога ће Бо касније описати као „после моје баке, најјачи и најблаготворнији утицај у мом животу“. Педесет година је бринуо о својим нећакињама уз доследну пажњу и повремену финансијску подршку. Њена бака је, с друге стране, пружала свакодневни надзор и љубазну дисциплину. Било да се ради о кућним пословима, ручним радовима или академским пословима, бака Ливит је понудила прагматичан оквир, наглашавајући да „све предузето мора бити завршено“. Године грађанског рата биле су посебно изазовне, али шира породица је преживела упркос малој емоционалној или финансијској подршци Сесилијиног оца.
Након рата, Бо је почела да проводи неко време у домаћинству "Вилија" и Емили, обоје искусних музичара. Бо је научила да свира клавир, али је више волела да пева. Музичка атмосфера се касније показала као предност за њене уметничке амбиције. Бо се сећала: „Они су савршено разумели дух и потребе уметничког живота. У раним тинејџерским годинама, имала је своју прву уметничку изложбу током посета са Вилијем оближњој Пенсилванијској академији лепих уметности, једној од водећих америчких уметничких школа и музеја. Иако је била фасцинирана наративним елементима неких слика, посебно библијским темама масивних слика Бенџамина Веста, у том тренутку Бо није имала тежње да постане уметник.
Њено детињство је било заштићено, али генерално срећно. Као тинејџерка, већ је испољила особине, како је описала, „и реалисте и перфекционисте“. Похађала је школу за госпођице Лајман и била је само просечна ученица, иако је била добра у француском и природној историји. Међутим, није могла да приушти додатну накнаду за часове уметности.
Са 16 година, Бо је започела часове уметности са рођаком, Катарином Ен Дринкер, искусном уметницом која је имала свој студио и све већу клијентелу. Дринкерова је постала њен узор, а наставила је учење са њом годину дана. Затим је две године студирала код сликара Франсиса Адолфа Ван дер Вилена, који је нудио лекције о перспективи и цртању из одливака током изградње нове Академије лепих уметности у Пенсилванији. С обзиром на утицај викторијанског доба, студентима је ускраћено директно учење анатомије и нису могле да похађају часове цртања са живим моделима (које су често биле проститутке) све до деценије касније.
Са 18 година, Бо је постављена за наставника цртања у школи г-ђице Санфорд, преузимајући место Дринкерове. Такође је давала приватне часове уметности и стварала декоративну уметност и мале портрете. Њене властите студије су углавном биле самосталне. Бо је први пут упознала литографију радећи копирање за филаделфијског штампара Томаса Синклера и објавила је свој први рад у часопису St. Nicholas у децембру 1873. Бо је показала тачност и стрпљење као научни илустратор, правећи цртеже фосила за Едварда Дринкера Коупа, за вишетомни извештај спонзорисан од стране Геолошког завода САД. Међутим, није сматрала техничку илустрацију прикладну за каријеру (захтевана екстремна прецизност задавала јој је болове у „соларном плексусу“). У овој фази себе још није сматрала уметницом.
Сесилија Бо је почела да похађа Академију лепих уметности Пенсилваније у Филаделфији 1876. године, тада под динамичним утицајем Томаса Икинса, чији је рад The Gross Clinic "ужаснуо посетиоце Филаделфијске изложбе као крвави спектакл" на Стогодишњој изложби 1876. године. Напустила је контроверзног Икинса, иако се много дивила његовом раду. Његова прогресивна филозофија наставе, фокусирана на анатомију и учење уживо на крају је довела до његовог отпуштања са места директора Академије. Није се повезала са Икинсовим ватреним студентским присталицама, а касније је написала: „Чудан инстинкт самоодржања држао ме је изван магичног круга." Уместо тога, три године је похађала часове сликања костима и портрета које је водио Кристијан Шусел. Бо је освојила награду Мери Смит на изложбама Академије лепих уметности у Пенсилванији 1885, 1887, 1891. и 1892.
Након што је напустила Академију, 24-годишња Сесилија је одлучила да се окуша у сликању порцелана и уписала је курс у Националној школи за уметничко образовање. Била је добро прилагођена прецизном раду, али је касније написала: „Ово је била најнижа тачка коју сам икада достигла у комерцијалној уметности, и иако је то био период када су младост и романса били први пут у мени, сећам се тога са суморношћу и стидом." Учила је приватно са Вилијамом Сартином, Икинсовим пријатељем и њујоршким уметником позваним у Филаделфију да предаје групи студената уметности, почевши од 1881. Иако се Бо више дивила Икинсу и сматрала да је његова сликарска вештина супериорнија од Сартинове, она је више волела нежни стил подучавања овог другог који није промовисао посебан естетски приступ. Међутим, за разлику од Икинса, Сартин је веровао у френологију, а Бо је усвојила доживотно уверење да су физичке карактеристике у корелацији са понашањем и особинама.
Бо је похађала Сартинове часове две године, а затим је изнајмила сопствени студио и поделила га са групом жена уметница које су ангажовале живи модел и наставиле без инструктора. Након што се група распала, Бо се озбиљно трудила да докаже своје уметничке способности. Насликала је велико платно 1884. Les Derniers Jours d'Enfance, портрет њене сестре и нећака чија композиција и стил откривају дуг Џејмсу Макнилу Вислеру и чија тематика је слична сликама мајке и детета Мери Касат. Награђена је наградом за најбољу слику уметнице на Академији, а даље је излагана у Филаделфији и Њујорку. Након те преломне слике, насликала је преко 50 портрета у наредне три године са жаром посвећеног професионалног уметника. Њен позив да служи као судија у комисији Академије потврдио је њено прихватање међу вршњацима. Средином 1880-их, примала је провизије од значајних Филаделфијанаца и зарађивала 500 долара по портрету. Када је њена пријатељица Маргарет Буш-Браун инсистирала да је слика Les Derniers Jours d'Enfance довољно добра да буде изложена у чувеном Париском салону, Бо је попустила и послала слику у иностранство на бригу својој пријатељици, која је успела да слику стави на изложбу.

### Париз
Са 32 године, упркос успеху у Филаделфији, Бо је одлучила да још увек треба да унапреди своје вештине. Отишла је у Париз са рођаком Меј Витлок, напуштајући неколико просаца и превазилазећи приговоре своје породице. Тамо се обучавала на Académie Julian, највећој уметничкој школи у Паризу, и на Académie Colarossi, примајући недељне критике од етаблираних мајстора попут Тонија Роберта-Флерија и Вилијама Адолфа Бугера. Иако је редовно обавештавана о Сесилијином напретку у иностранству и да се „не брине због било какве наше индискреције“, њена тетка Елиза је више пута подсећала своју нећакињу да избегава искушења Париза: „Запамти да си пре свега хришћанка – онда жена и на крају уметник“.
Када је Бо стигла у Париз, импресионисти, група уметника који су започели сопствену серију самосталних изложби из званичног Салона 1874, почели су да губе солидарност. Такође позната као „Independents“, група у којој су повремено били Дега, Моне, Сисли, Кајбот, Писаро, Реноар и Берта Моризо, већ неколико година наилазила је на гнев критичара. Њихова уметност, иако се разликовала по стилу и техници, била је антитеза типу академске уметности у којој је Бо обучавана и чији је водећи мајстор био њен учитељ Вилијам Адолф Бугро. У лето 1888, са часовима на летњем распусту, Бо је радила у рибарском селу Конкарно са америчким сликарима Александром Харисоном и Чарлсом Лазаром. Покушала је да примени технике сликарства које су користили импресионисти на сопствене пејзаже и портрете, али без успеха. За разлику од њене претходнице Мери Касат, која је стигла близу почетка импресионистичког покрета 15 година раније и која га је апсорбовала, Сесилијин уметнички темперамент, прецизан и веран запажању, није био у складу са импресионизмом и она је остала сликарка реалиста до краја своје каријере, чак и када су Сезан, Матис, Гоген и Пикасо почели да одводе уметност у нове правце. Бо се углавном дивила класичним уметницима попут Тицијана и Рембранта. Међутим, њена европска обука је утицала на њену палету, а она је усвојила више беле и блеђе боје у својим уљеним сликама, посебно у приказивању женских субјеката, приступ који је фаворизовао и Сарџент.

### Повратак у Филаделфију
Још у Сједињеним Државама 1889. године, Бо је наставила да слика портрете на величанствен (естетски) начин, узимајући за своје субјекте чланове породице своје сестре и елите Филаделфије. Доносећи одлуку да се посвети уметности, сматрала је и да је најбоље да се не удаје, и бирала је мушкарце који не би претили да јој скрену каријеру. Наставила је живот са својом породицом, а они су је у потпуности подржавали, признајући њен изабрани пут и захтевајући од ње мало у погледу кућних обавеза, „Никад ме нису замолили да обавим неки посао у граду, куповину... тако добро они разумеју."
Пет година које су уследиле биле су веома продуктивне, што је резултирало са преко четрдесет портрета. Године 1890. излагала је на изложби у Паризу, добила је 1893. златну медаљу Филаделфијског уметничког клуба, као и награду Доџ на Националној академији за дизајн у Њујорку. Излагала је своје радове у Палати лепих уметности и Женској згради на Светској колумбијској изложби 1893. у Чикагу, у Илиноису. Њен портрет велечасног Метјуа Блекбурна Грира био је посебно добро прихваћен, као и Сита и Сарита, портрет супруге њеног рођака Чарлса В. Ливита, Саре (Алибон) Ливит у белом, са малом црном мачком на рамену. Годинама је слика изазивала радозналост и питања штампе. Али резултат није био унапред испланиран, као што је Сесилијина сестра касније објаснила: „Молим вас да не правите мистерију око тога – била је само идеја да се црно маче стави на раме њене рођаке. Ништа дубље“. Бо је донирала слику музеју Луксембурга, али тек када је направила копију за себе. Још један веома цењен портрет из тог периода је Жена из Нове Енглеске (1895), скоро потпуно бело уље које је купила Академија лепих уметности Пенсилваније.
Године 1895, Бо је постала прва жена која је имала редовну професорску позицију на Пенсилванијској академији ликовних уметности, где је у наредних двадесет година предавала портретно цртање и сликање. Та ретка врста достигнућа једне жене подстакла је један локални лист да изјави: „За Филаделфију је легитиман извор поноса што је једна од њених најцењенијих институција направила ову иновацију.“ Била је популаран предавач. Године 1896, Бо се вратила у Француску да види групу својих слика представљених у Салону. Утицајни француски критичар М. Хенри Рошфор је прокоментарисао: „Приморан сам да признам, не без неке љутње, да ниједна од наших уметница... није довољно јака да се такмичи са дамом која нам је ове године поклонила портрет др Грије. Композиција, тело, текстура, цртеж - све је ту без афектирања и без тражења ефекта."
Сесилија Бо је себе сматрала „Новом женом“, женом из 19. века која је истраживала могућности за образовање и каријеру које су женама углавном биле ускраћене. Ова „Нова жена“ била је успешна, добро обучена и често се није удавала; друге такве жене су Елен Деј Хејл, Мери Касат, Елизабет Норс и Елизабет Кофин.
Бо је била члан Филаделфијског The Plastic Club. Међу осталим члановима су били Еленора Абот, Џеси Вилкок Смит, Вајолет Окли, Емили Сартин и Елизабет Шипен Грин. Многе жене које су основале организацију биле су ученице Хауарда Пајла. Основан је да пружи начин да се професионално охрабре и створе прилике за продају својих уметничких дела.

### Њујорк
До 1900. потражња за радом Сесилије Бо довела је клијенте из Вашингтона у Бостон, што је уметницу навело да се пресели у Њујорк, где је проводила зиме, док је летовала у Грин Елију, кући и студију које је изградила у Глостеру, Масачусетс. Њено пријатељство са Ричардом Гилдером, главним уредником књижевног часописа The Century, помогло је да промовише каријеру и он ју је увео у елиту друштва. Међу њеним портретима који су уследили из те асоцијације су портрети Жоржа Клемансоа; прве даме Едит Рузвелт и њене ћерке; и адмирала сер Дејвида Битија. Такође је скицирала председника Тедија Рузвелта током њених посета Белој кући 1902. године, током којих је „седео два сата, причајући већину времена, рецитујући Киплинга и читајући одломке Браунинга“. Бо се такође веома зближила са Гилдеровом ћерком Доротејом, а две жене су много година размењивале љубазна писма. Њени портрети Fanny Travis Cochran, Dorothea and Francesca, и Ernesta and her Little Brother, лепи су примери њене вештине у сликању деце; Ernesta with Nurse, један у низу есеја у блиставој белој боји, била је веома оригинална композиција, наизглед без преседана. Постала је члан Националне академије за дизајн 1902. и освојила је Логанову медаљу уметности на Уметничком институту у Чикагу 1921.

### Green Alley
Од 1906. године, Бо је почела да живи током целе године у Green Alley, у удобној колонији "колиба" које су припадале њеним богатим пријатељима и комшијама. Све три тетке су умрле и њој је био потребан емоционални одмор од Филаделфије и Њујорка. Успела је да пронађе нове теме за портретисање, радећи ујутру и уживајући у лежерном животу остатак времена. Пажљиво је регулисала своју енергију и своје активности како би одржала продуктиван учинак и сматрала је то кључем за свој успех. О томе зашто је тако мало жена успело у уметности као што је она, изјавила је: "Снага је камен спотицања. Оне (жене) понекад нису у стању да издрже тежак посао из дана у дан. Уморе се и не могу да се поново покрену."
Док се Бо држала својих портрета елите, америчка уметност је напредовала у урбаним и друштвеним темама, предвођена уметницима као што је Роберт Хенри који је заступао потпуно другачију естетику: „Радите великом брзином. Нека ваша енергија буде будна, подигнута и активна. Урадите све у једном даху ако можете. За један минут ако можете. Нема сврхе одлагати... Престаните да проучавате бокале за воду и банане и сликајте свакодневни живот." Он је саветовао своје ученике, међу којима су Едвард Хопер и Роквел Кент, да живе са обичним човеком и сликају обичног човека, у потпуној супротности са уметничким методама и темама Сесилије Бо. Сукоб Хенрија и Вилијама Мерита Чејса (који представљају Бо и традиционални уметнички естаблишмент) резултирао је 1907. независном изложбом урбаних реалиста познатих као "Осам" или Ешкан школа. Бо и њени уметнички пријатељи бранили су стари поредак, а многи су мислили (и надали се) да ће нови покрет бити пролазна мода, али се испоставило да је то био револуционарни заокрет у америчкој уметности.
Године 1910. умро је њен вољени ујак Вили. Иако разорена губитком, са 55 година, Бо је остала веома продуктивна. У наредних пет година насликала је скоро 25 процената свог животног стваралаштва и добијала сталан низ почасти. Имала је велику изложбу од 35 слика у Галерији уметности Коркоран у Вашингтону, 1912. Међутим, упркос континуираној продукцији и признањима, Бо је радила против струје укуса и трендова у уметности. Чувени "Armory Show" из 1913. године у Њујорку представљао је значајну презентацију 1.200 слика које приказују модернизам. Бо је веровала да ће јавност, која је у почетку имала помешана мишљења о „новој“ уметности, на крају је одбацити и вратити своју наклоност преимпресионистима.
Бо је била осакаћена након што је сломила кук док је шетала Паризом 1924. Пошто јој је здравље било нарушено, њен радни учинак је опадао до краја њеног живота. Исте године Бо је замољена да направи аутопортрет за колекцију Медичи у галерији Уфици у Фиренци. Године 1930. објавила је аутобиографију Позадина са фигурама. Њен каснији живот био је испуњен почастима. Године 1930. изабрана је за члана Националног института за уметност и књижевност; 1933. године долази чланство у Америчкој академији уметности и књижевности, која је две године касније организовала прву велику ретроспективу њеног рада. Такође 1933. Еленор Рузвелт је одала почаст Сесилији Бо као „америчкој жени која је дала највећи допринос култури света“. Године 1942. Национални институт за уметност и књижевност доделио јој је златну медаљу за животно дело.

## Смрт
Сесилија Бо је умрла у 87. години 17. септембра 1942. у Глостеру у Масачусетсу. Сахрањена је на гробљу Вест Лаурел Хил у Бала Синвиду, Пенсилванија. У свом тестаменту оставила је кабинетски сто од ружиног дрвета направљен за њеног оца свом драгом нећаку Сесилу Кенту Дринкеру, лекару са Универзитета Харвард кога је насликала као дечака.

## Наслеђе
Сесилија Бо је била укључена у изложбу Жене у Паризу 1850-1900 2018. на Институту за уметност Кларк.
Иако је у сенци Мери Касат и релативно непозната посетиоцима музеја данас, Сесилијина занатска вештина и изванредни резултати били су веома цењени у њено време. Док јој је уручивао златну медаљу Карнеги института 1899. године, Вилијам Мерит Чејс је изјавио „Госпођица Бо није само највећа жива жена сликарка, већ и најбоља која је икада живела." 

## Галерија
- Пејзаж са фармом, 1888.
- Портрет Г-ђе Алберт Џ. Бевериџ, 1916.
- Слика Вилијама Хенрија Ховела, 1919.
- Слика кардинала Мерсијеа око 1919.
- Портрет Сесилије Кент Дринкер, 1891.
- Леди Џорџ Дарвин, 1889.
- Мајка и ћерка, 1898.
- Г-ђа Роберта Шапина и ћерка Кристина, 1902.
- Девојчица, 1887.